# U.S. Highway 40
Der U.S. Highway 40 ist eine Ost-West-Verbindung in den USA. Wie die meisten Highways, deren Nummerierung mit einer Null endet, war der Highway 40 einst eine Verbindung von Küste zu Küste. In den 1920er Jahren lag der westliche Endpunkt ursprünglich in San Francisco und der östliche in Atlantic City. Der westliche Endpunkt ist mehrfach verlegt worden und befindet sich heute an der Einmündung in den Interstate Highway 80 in der Nähe von Park City unweit von Salt Lake City im Bundesstaat Utah.
Beginnend an seinem westlichen Endpunkt zieht sich der Highway 40 durch zwölf Bundesstaaten: Utah, Colorado, Kansas, Missouri, Illinois, Indiana, Ohio, West Virginia, Pennsylvania, Maryland, Delaware und New Jersey. Auf dem überwiegenden Teil seiner Strecke verlaufen heute Interstate Highways parallel zum Highway 40.
Der Highway 40 wurde auf der Trasse älterer Landstraßen errichtet, deren bekannteste die National Road und der Victory Highway sind. Die National Road wurde im Jahre 1806 nach einem Kongressbeschluss gebaut und war das erste landesweite Straßenbauprojekt. Die Straße führte nach ihrer Fertigstellung von Cumberland in Maryland nach Vandalia in Illinois. Der Victory Highway wurde zu Ehren der Kriegsveteranen des Ersten Weltkrieges benannt und führte von Kansas City, Missouri, nach San Francisco.
Daneben wurden auch andere bedeutende Fernstraßen Teil des heutigen Highway 40 wie Zane's Trace in Ohio, Braddock Road in Maryland und Pennsylvania, ein Teil des Oregon Trail sowie der Lincoln Highway (die erste Verbindung von Küste zu Küste) in Kalifornien.

## Verlauf
| Bundesstaat   | Meilen | Kilometer |
| ------------- | ------ | --------- |
| Utah          | 174,54 | 280,89    |
| Colorado      | 496,44 | 798,94    |
| Kansas        | 423,67 | 681,83    |
| Missouri      | 255,05 | 410,46    |
| Illinois      | 159,99 | 257,48    |
| Indiana       | 143,95 | 231,67    |
| Ohio          | 228,37 | 367,53    |
| West Virginia | 015,87 | 025,54    |
| Pennsylvania  | 082,46 | 132,71    |
| Maryland      | 220,88 | 355,47    |
| Delaware      | 017,18 | 027,65    |
| New Jersey    | 064,28 | 103,45    |

### Utah

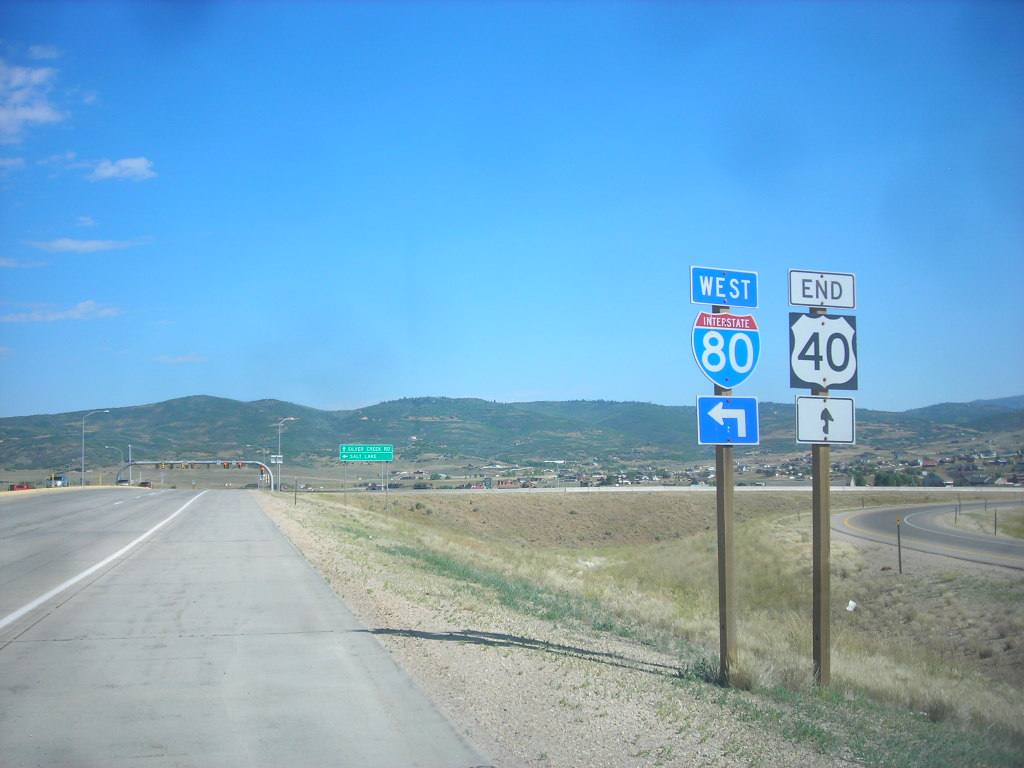
Silver Creek Junction, der westliche Endpunkt des Highway 40 mit der Einmündung in den Interstate Highway 80

Den westlichen Endpunkt des Highway 40 bildet die Silver Creek Junction genannte Einmündung in die Interstate 80 wenige Kilometer nördlich von Park City. Der erste 21 km lange Abschnitt bis zur Einmündung der Utah State Route 32 südlich von Park City ist autobahnähnlich ausgebaut. Weiter südlich wird Heber City erreicht, wo die Straße in südöstlicher Richtung abknickt. Nach der Durchquerung des Uinta National Forest wird Duchesne erreicht, von wo der Highway 40 gemeinsam mit dem U.S. Highway 191 in östlicher und teilweise nordöstlicher Richtung weiterführt. In Vernal biegt der Highway 191 in nördlicher Richtung ab und der Highway 40 strebt in östlicher Richtung der Grenze zwischen den Bundesstaaten Utah und Colorado zu.

### Colorado

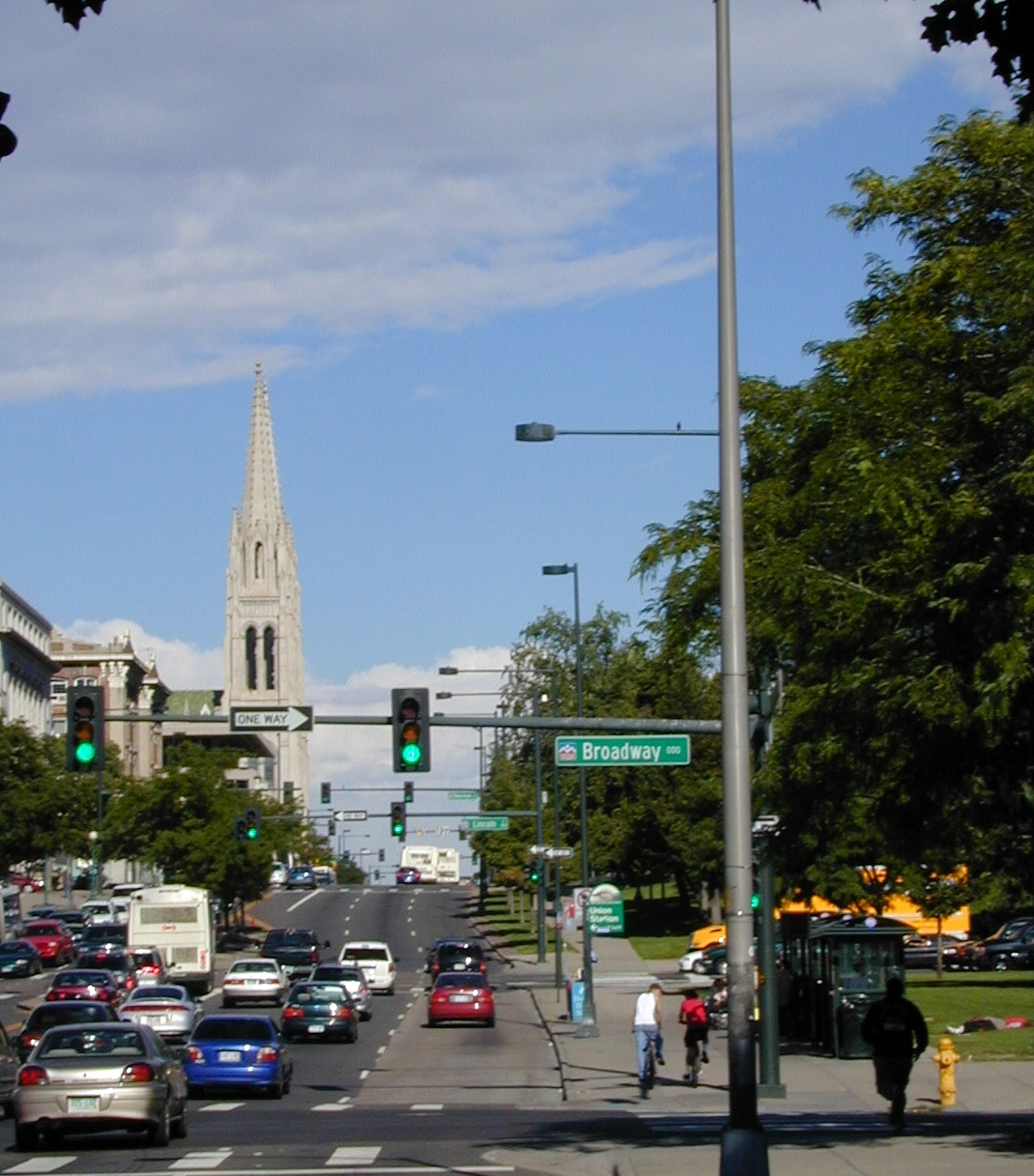
Der Highway 40 führt über die Colfax Avenue durch Denver

Kurz nach der Staatsgrenze kommt der Highway 40 zum Dinosaur National Monument, einem Schutzgebiet am Südosthang der Uinta Mountains nahe dem Ort Dinosaur. Durch den Ort führt die Straße über den Brontosaurus Boulevard. Die Route führt nun in östlicher Richtung durch eine Reihe kleinerer Ortschaften im Moffat County und im Routt County. Die Straße folgt dem Lauf des Yampa River und erreicht Steamboat Springs.
Der Highway 40 überquert in der Nähe von Winter Park über den Rabbit Ears Pass, den Muddy Pass und den Berthoud Pass dreimal die kontinentale Wasserscheide und erreicht den östlichen Abfall der Rocky Mountains. In Empire mündet der Highway 40 auf die Interstate 70 und den mit ihr gemeinsam verlaufenden U.S. Highway 6. Der Highway 40 führt nun teils parallel und teils gemeinsam mit der Interstate 70 in östlicher Richtung über Idaho Springs nach Denver.
Durch die Stadt verläuft der Highway 40 auf über die Colfax Avenue, die wichtigste Ost-West-Achse von Denver. In der Stadt kreuzt die Interstate 25. Die Straße führt an verschiedenen Kurkliniken vorbei sowie an der Außenstelle der United States Mint. Über das westlich von Denver gelegene Aurora und der danach erfolgten erneuten Einmündung in die Interstate 70 verlässt der Highway 40 den Großraum Denver in östlicher Richtung.
Bei Limon kreuzt der U.S. Highway 24. Der Highway 40 verlässt hier die Interstate 70 und führt nach Südosten. Bei Kit Carson verlässt der seit Denver auf der gleichen Route verlaufende U.S. Highway 287 den Highway 40 nach Süden. Der Highway 40 führt weiter nach Osten. In Cheyenne Wells kreuzt der U.S. Highway 385 und der Highway 40 erreicht nach weiteren 28 km in östlicher Richtung die Grenze zwischen den Bundesstaaten Colorado und Kansas.

### Kansas

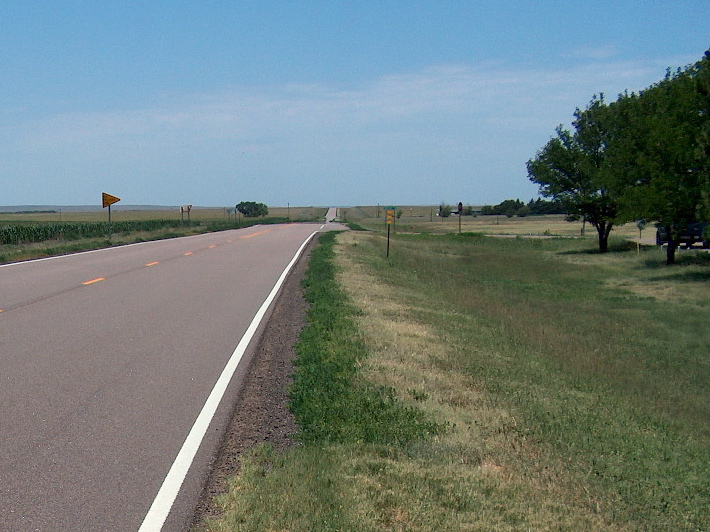
Der Highway 40 in den Great Plains in Kansas

Auf seinem Weg durch das östliche Colorado und ganz Kansas führt der Highway 40 über die Great Plains. Wenige Kilometer östlich der Grenze von Colorado kommend wird in Sharon Springs der Kansas Highway 27 gekreuzt. Nach der Kreuzung mit dem Kansas Highway 25 erreicht der Highway 40 die Stadt Oakley mit der Kreuzung des U.S. Highway 83. Danach mündet der Highway 40 erneut in die Interstate 70 ein und verläuft mit dieser gemeinsam in östlicher Richtung. In Salina kreuzen die gemeinsam verlaufenden Interstate 135 und der U.S. Highway 81.
Weiter östlich erreichen die Interstate 70 und der Highway 40 gemeinsam Topeka, die Hauptstadt des Bundesstaates Kansas. Hier kreuzen die Interstate 335, der U.S. Highway 75 und der Kansas Highway 4. Durch Topeka verläuft der Highway 40 auf der Route des Oregon Trail. Östlich von Topeka verläuft der Highway 40 wieder allein in östlicher Richtung.
In Lawrence kreuzt der U.S. Highway 59. Hier wird der Kansas River überquert. Nördlich der Stadt trifft der Highway 40 auf den U.S. Highway 24 und führt mit diesem gemeinsam in nordöstlicher Richtung. Ab Tonganoxie knickt die Route nach Osten ab. Nach der Kreuzung mit dem U.S. Highway 73 und der Unterquerung der Interstate 435 mündet der Highway 40 erneut in die Interstate 70 ein und erreicht nach der Kreuzung mit der Interstate 635 das Stadtgebiet von Kansas City, Kansas. Unweit der Mündung des Kansas River in den Missouri River grenzen im Stadtzentrum die Schwesterstädte Kansas City, Kansas und Kansas City, Missouri an der Staatsgrenze aneinander.

### Missouri

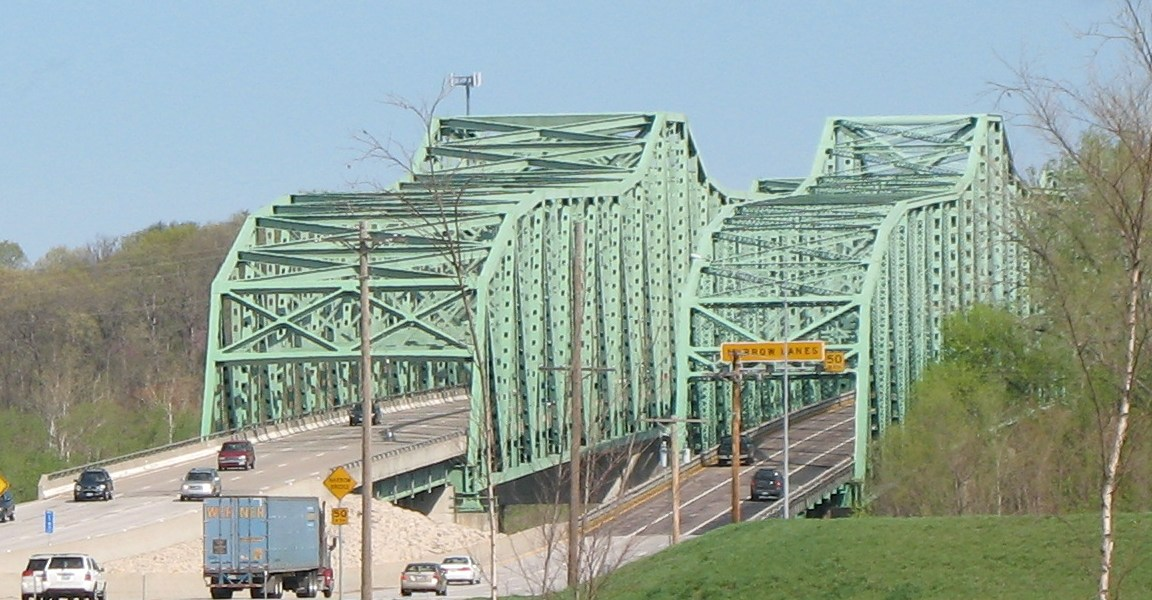
Die Daniel Boone Bridge führt den Highway 40 über den Missouri

Durch Missouri führt der Highway 40 auf dem größten Teil seines Verlaufes von Kansas City bis St. Louis auf der gleichen Route wie die Interstate 70 oder parallel zu ihr.
Aus Kansas City führt der Highway 40 auf einer eigenen Strecke, bis er hinter Blue Springs wieder in die Interstate 70 einmündet. Daneben verläuft größtenteils die noch befahrbare Old US-40. Nach der Kreuzung mit dem U.S. Highway 65 verlässt der Highway 40 die Interstate 70, um durch Boonville und über den Missouri River zu führen. Danach vereinigt sich der Highway 40 wieder mit der Interstate 70 und kreuzt bei Columbia den U.S. Highway 63. Nach der Kreuzung mit dem U.S. Highway 54 verlässt der Highway 40 bei Wentzville die Interstate 70, um gemeinsam mit dem U.S. Highway 61 in südöstlicher Richtung nach St. Louis zu führen. Die autobahnähnliche ausgebaute Straße bekommt wenig später zusätzlich die Bezeichnung Interstate 64 und überquert bei Chesterfield über die Daniel Boone Bridge erneut den Missouri.
Danach wird die Interstate 270 und danach der U.S. Highway 67 gekreuzt. Danach wird über Ladue das Stadtgebiet von St. Louis erreicht. Im Stadtzentrum von St. Louis wird erneut die Interstate 70 erreicht. Mit diesem gemeinsam wird über die Popular Street Bridge, die über den Mississippi führt, der Staat Missouri verlassen und Illinois erreicht.

### Illinois

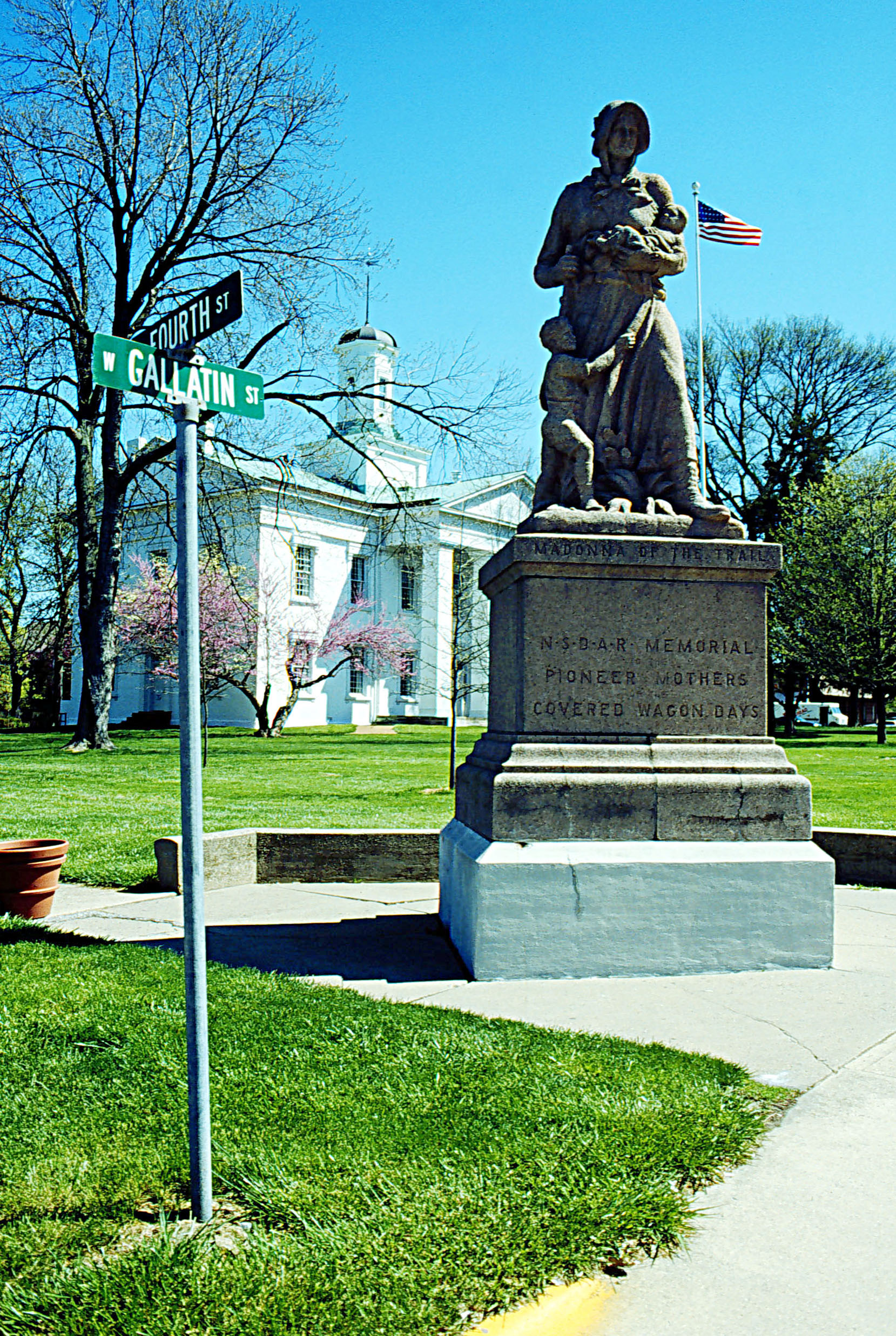
Das Old State House in Vandalia war der westliche Endpunkt der National Road, einem Vorgänger des Highway 40

Die nächsten 257,48 km des Highway 40 verlaufen durch Illinois.
Über die Popular Street Bridge führt der Highway 40 gemeinsam mit den Interstates 55, 64 und 70 aus St. Louis kommend durch die Stadt East St. Louis. Hier verlässt die Interstate 64 die gemeinsame Strecke in Richtung Osten. Danach verläuft die Route weiterhin gemeinsam mit den Interstates 70 und 55 in nordöstlicher Richtung.
Bei Troy verlässt der Highway 40 die gemeinsame Route und führt nach Osten. Hinter Highland mündet der Highway 40 erneut in die Interstate 70 ein. Beide Straßen führen nun gemeinsam nach Nordosten. Bei Greenville verlässt der Highway 40 die Interstate für einige Kilometer, um sich danach wieder mit dieser zu vereinigen.
Durch Vandalia, der früheren Hauptstadt des Staates Illinois, führt der Highway 40 über die Veterans Avenue und den Kennedy Boulevard und kreuzt im Stadtzentrum den U.S. Highway 51. Das Old State House markierte einst den westlichen Endpunkt der National Road, einer der früheren Fernstraßen, die heute den Highway 40 bilden.
Danach verläuft der Highway 40 weiter in nordöstlicher Richtung in etwa 1,5 km Entfernung parallel zur Interstate 70. Wenige Kilometer vor der Stadt Effingham kreuzt die Interstate 57, im Zentrum der Stadt der U.S. Highway 45. Die Straße verläuft auch weiterhin in nordöstlicher Richtung parallel zur Interstate 70 und erreicht hinter Marshall die Grenze zwischen den Bundesstaaten Illinois und Indiana.

### Indiana
Auf dem Highway 40 gelangt man wenige Kilometer nach der Grenze mit der Überquerung des Wabash River in die Stadt Terre Haute. Hier kreuzen die U.S. Highways 41 und 150. Der Highway 40 verläuft direkt durch das Stadtzentrum und am Sitz der Indiana State University vorbei. Nach Durchquerung der Stadt führt die Route weiter in nordöstlicher Richtung. Über Brazil und die Kreuzung mit dem U.S. Highway 231 südlich von Greencastle erreicht der Highway 40 mit Indianapolis die Hauptstadt und zugleich größte Stadt des Bundesstaates Indiana.

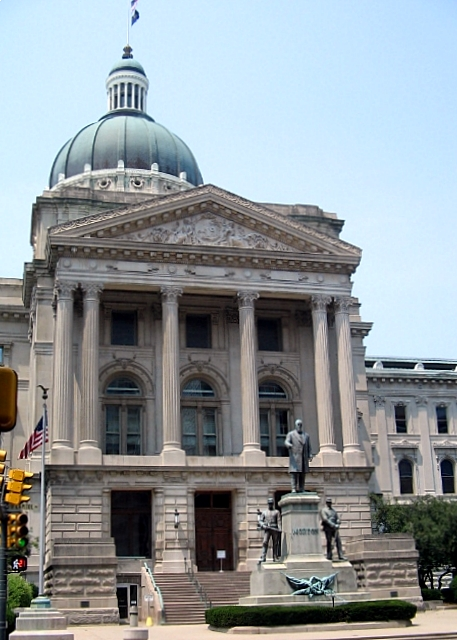
Das Indiana Statehouse im Zentrum von Indianapolis, wo früher der Highway 40 verlief

Der Highway 40 führt nun am Flughafen Indianapolis vorbei und mündet in die südliche Umgehungsstraße (Interstate 465) ein. Auf dieser verlaufen gemeinsam mit dem Highway 40 die Interstate 74 sowie die U.S. Highways 36 und 52. Früher verlief der Highway 40 in gerader Linie durch Indianapolis über die Washington Street und in der Gegenrichtung durch Maryland Street. Die Straße verlief vorbei am White River State Park, dem Zoo von Indianapolis, dem Eiteljorg Museum, dem Victory Field, dem Lucas Oil Stadium und dem Indiana Statehouse. Im Osten führt der Highway 40 über die östliche East Washington Street aus der Stadt hinaus und verläuft in rund sechs Kilometer Entfernung parallel zur Interstate 70. Über Greenfield und einige kleinere Ortschaften verläuft der Highway 40 weiter östlich.
Mit Richmond kommt der Highway 40 in die letzte Stadt in Indiana, in deren Stadtzentrum der U.S. Highway 27 kreuzt. Richmond führt die Straße an einer Madonna of the Trail genannten Statue vorbei. Sie ist Teil einer Serie von zwölf Statuen in den gesamten USA, die an die Expansion der USA nach Westen erinnern soll. Im Jahre 1968 wurde ein Teil der Hauptstraße der Stadt durch eine große Gasexplosion zerstört. Die Hauptstraße, über die der Highway 40 verlief, wurde gesperrt und über Einbahnstraßen nördlich und südlich um das Stadtzentrum herum geleitet. Diese Verkehrsführung besteht noch heute.
Östlich von Richmond an der Kreuzung mit der Interstate 70 und dem mit dieser gemeinsam verlaufenden U.S. Highway 35 wird die Grenze zwischen den Bundesstaaten Indiana und Ohio erreicht.

### Ohio

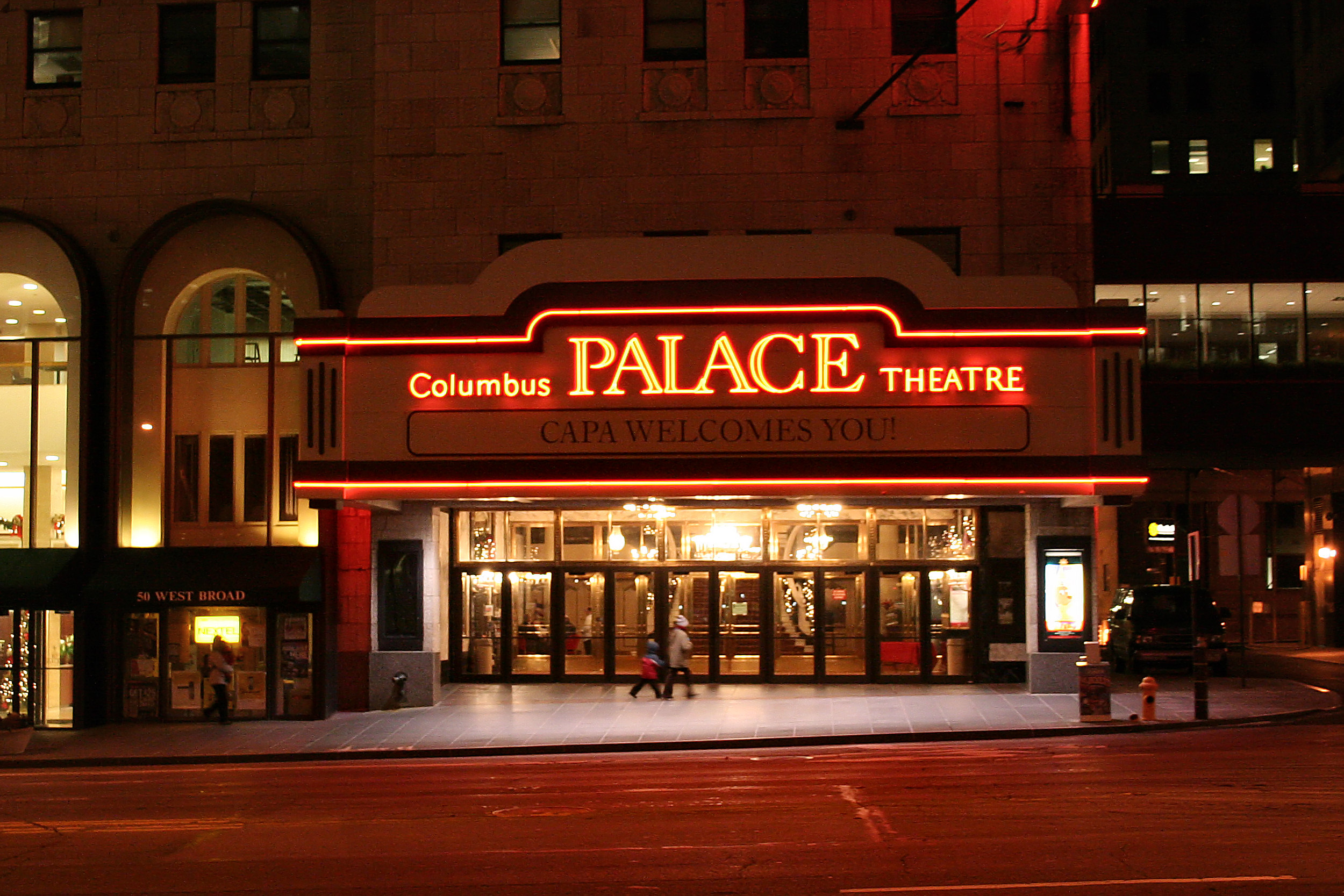
Das Palace Theatre am Highway 40 in Columbus

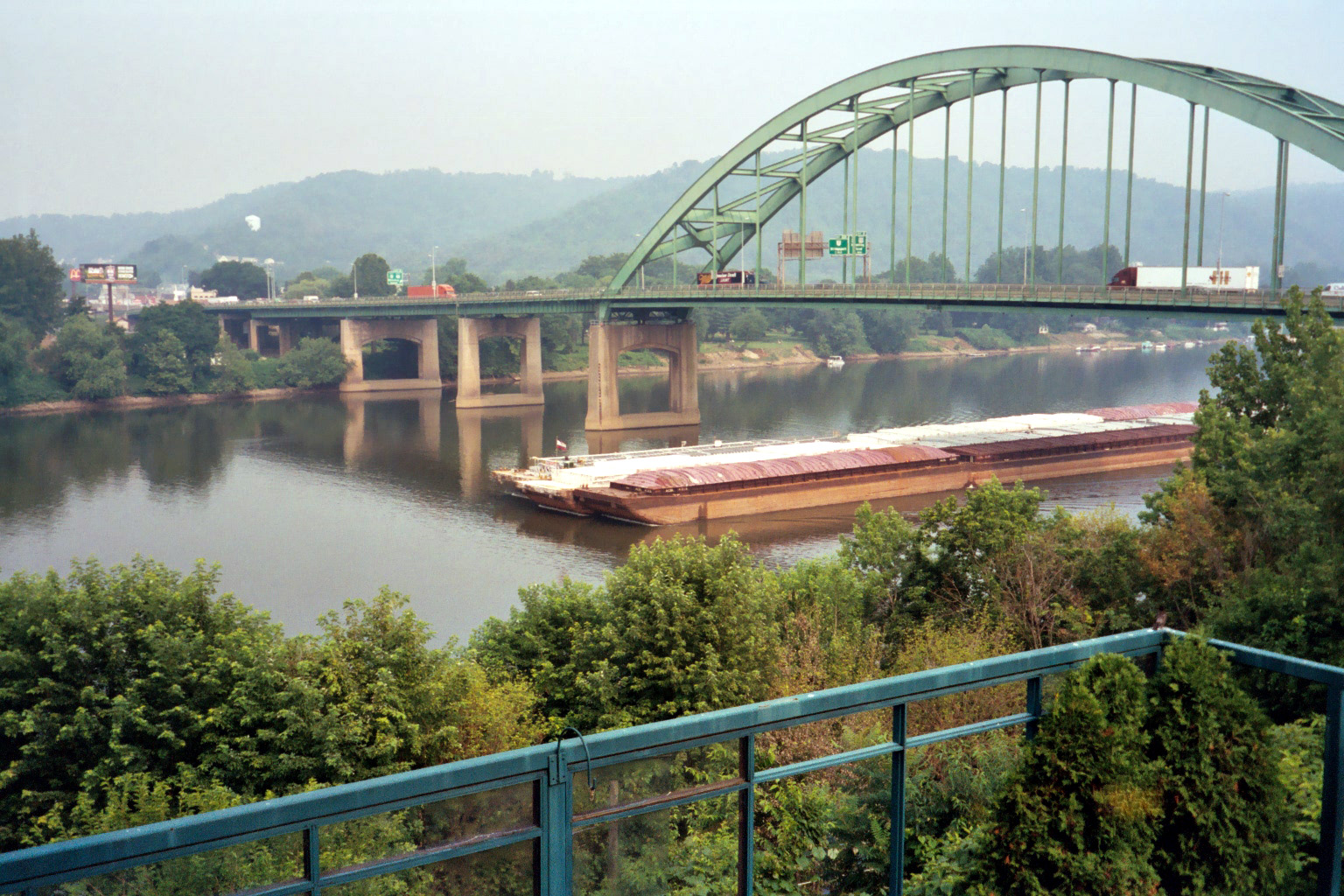
Fort Henry Bridge über den Ohio in Wheeling, West Virginia

Der Staat Ohio wird südlich des Ortes New Paris erreicht. Auf dem größten Teil seines Abschnittes durch Ohio wird der Highway 40 National -Road genannt. Parallel zur Interstate 70 führt der Highway 40 nördlich an Dayton vorbei und bildet bei Vandalia die Zufahrt zum Dayton International Airport. Nach der Kreuzung der Interstate 75 führt der Highway 40 in nordöstlicher Richtung nach Springfield. Dort kreuzt der U.S. Highway 68 und der Highway 40 ändert seine Richtung in einen genau östlichen Verlauf. Durch das Zentrum von Springfield führt der Highway 40 über Einbahnstraßen durch das Stadtzentrum. Östlich der Stadt kreuzt erneut die Interstate 70. Weiter östlich führt die Straße am Nordrand von London vorbei, wo der U.S. Highway 42 kreuzt. Der Highway 40 führt weiter nach Osten.
Nach der Kreuzung der Interstate 270 wird das Stadtgebiet von Columbus, der Hauptstadt des Bundesstaates Ohio, erreicht. Der Highway 40 führt quer durch die Stadt und deren Zentrum. Direkt an der Straße liegen das Ohio Statehouse, das Columbus Museum of Art und der LeVeque Tower, der älteste Wolkenkratzer der Stadt. Über Bexley und Reynoldsburg verlässt der Highway 40 die Stadt Columbus wieder in östlicher Richtung.
Über mehrere kleinere Ortschaften führt der Highway 40 in östlicher Richtung nach Zanesville, wo der U.S. Highway 22 einmündet und fortan gemeinsam mit dem Highway 40 nach Osten führt. In Cambridge verlässt der Highway 22 die gemeinsame Strecke in Richtung Nordosten, während der Highway 40 weiter in östlicher Richtung verläuft und nach der Kreuzung mit der Interstate 77 sich mit der Interstate 70 erneut vereinigt. Nach der Egypt Valley Wildlife Area zweigt der Highway 40 wieder von der Interstate 70 ab und verläuft parallel zu ihr. In Bridgeport trifft der Highway 40 auf den Ohio, der hier die Grenze zwischen den Bundesstaaten Ohio und West Virginia bildet. Über die Fort Henry Bridge verlässt der Highway 40 den Staat Ohio.

### West Virginia
Der mit 25 km kürzeste Abschnitt auf dem Highway 40 führt durch den Northern Panhandle of West Virginia genannten nördlichen Zipfel des Staates. Aus dem Bundesstaat Ohio über den gleichnamigen Fluss kommend führt der Highway 40 durch die Stadt Wheeling, die größte Stadt der Region. Der Highway 40 verlässt die Stadt in nordöstlicher Richtung und ändert seinen Verlauf allmählich nach Südosten. In der Nähe der Interstate 70 biegt der Highway 40 nach Nordosten ab und erreicht dem Durchqueren mehrerer kleinerer Ortschaften die Grenze zwischen West Virginia und Pennsylvania.

### Pennsylvania

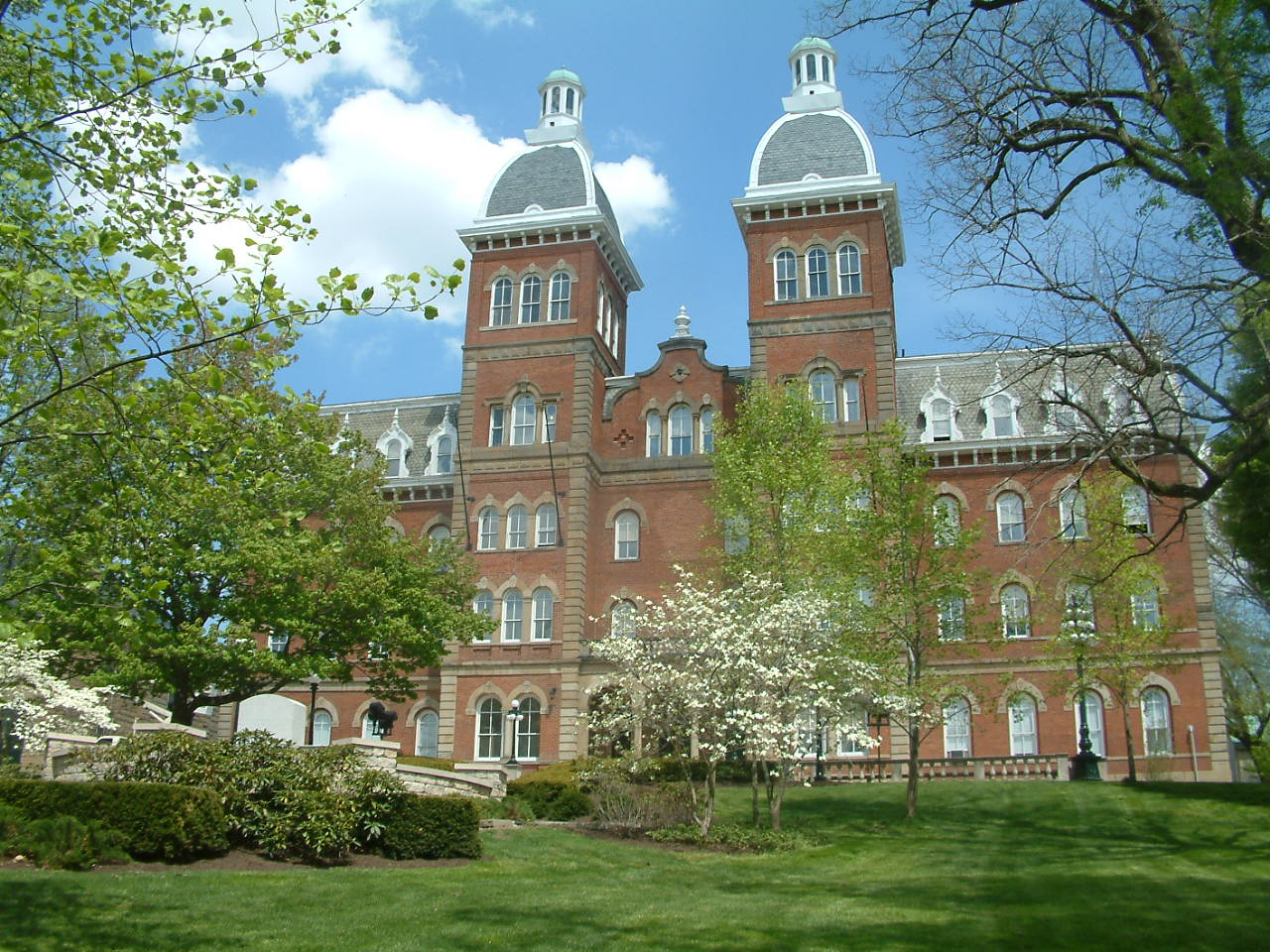
Der Highway 40 kommt am Washington & Jefferson College in der Stadt Washington, Pennsylvania

Die erste Stadt in Pennsylvania am Highway 40 ist Washington, südlich von Pittsburgh. Hier treffen neben dem Highway 40 und der Interstate 70 noch die Interstate 79 und der U.S. Highway 19 aufeinander. Hier passiert der Highway 40 das bekannte Washington & Jefferson College. Nach Verlassen der Stadt kreuzt die Interstate 79. Der Highway 40 verläuft nun in südöstlicher Richtung nach Brownsville. Dort wird der Monongahela River, einer der beiden Quellflüsse des Ohio, überquert. Weiter in südöstlicher Richtung liegt Uniontown, wo der U.S. Highway 119 kreuzt.
Südöstlich von Uniontown kommt der Highway 40 am historischen Schlachtfeld von Fort Necessity aus dem Franzosen- und Indianerkrieg vorbei. Weiter südöstlich führt der Highway 40 über eine Brücke über den zum Youghiogheny River Lake aufgestauten Youghiogheny River und verlässt kurz dahinter den Staat Pennsylvania in Richtung Maryland.

### Maryland
Bei Grantsville erreicht der Highway 40 die Interstate 68 und verläuft fortan parallel zu dieser. Auf seinem Verlauf durch den Nordwesten Marylands mit den Städten Frostburg und Cumberland wird der Highway 40 auch als National Pike bezeichnet.

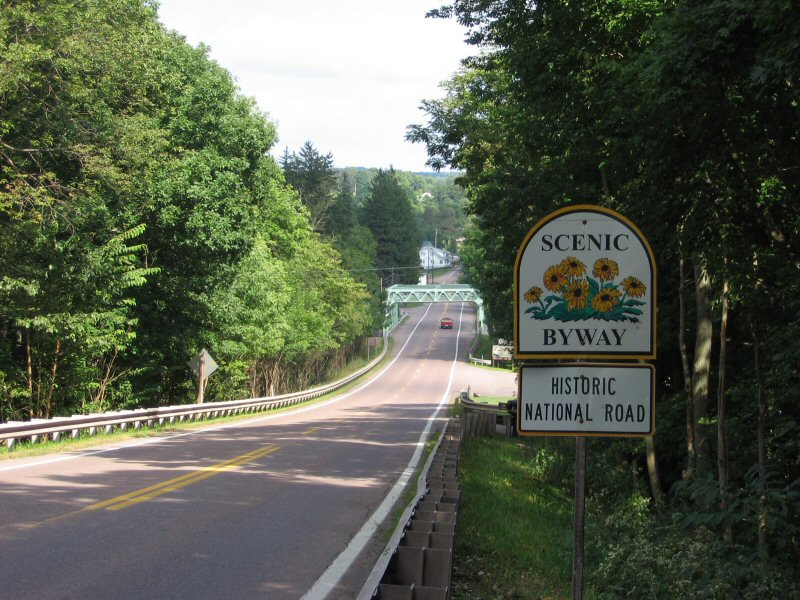
Der Highway 40 im westlichen Maryland

Östlich von Cumberland führt der Highway 40 durch den Sideling Hill, eine 104 m tief eingeschnittene Schlucht. Ein Museum über die Geologie des westlichen Marylands und dieser Schlucht befindet sich in Hancock, ca. eine halbe Meile südlich des Highway 40, im Zentrum des Orts. Das ursprünglich direkt in der Schlucht gelegene Visitor Center wurde 2009 geschlossen und die Ausstellung in das Museum von Hancock verlegt.
Bei Hancock am Potomac ist der Staat Maryland nur rund drei Kilometer breit. Die Route verläuft nun parallel zum Chesapeake and Ohio Canal und dem Potomac River bis Hagerstown. Dort trifft der Highway 40 auf die Interstate 81 und den U.S. Highway 11. Nach der Stadt kreuzt erneut die Interstate 70, die nun wieder parallel zum Highway 40 verläuft. Bei Turner's Gap führt der Highway 40 über den South Mountain, ein Teil der Blue Ridge Mountains. In Frederick kreuzt der U.S. Highway 15.
Weiter östlich erreicht der Highway 40 über den Baltimore National Pike das Stadtgebiet von Baltimore. Der Highway 40 trifft hier auf die Interstate 83, die Interstate 95 und den U.S. Highway 1. Der Highway teilt sich im Zentrum der Stadt in den Highway 40 und die Truck US 40 für den Schwerlastverkehr. Der Highway 40 führt am Mount Vernon mit dem Washington Monument vorbei. Die Straße führt quer durch das Stadtzentrum von Baltimore, an dessen westlichem Rand unweit des Highway 40 das bekannte Johns Hopkins Hospital liegt. über den Pulaski Highway verlässt der Highway 40 die Stadt in östlicher Richtung.
Parallel zur Interstate 95 führt der Highway 40 nun in nordöstlicher Richtung. Vorbei am Aberdeen Proving Ground führt der Highway 40 über den Susquehanna River unmittelbar vor dessen Mündung in der Chesapeake Bay und erreicht bei Elkton die Grenze zwischen den Bundesstaaten Maryland und Delaware.

### Delaware
Der Highway 40 durchquert den Staat Delaware auf einer Strecke von 28 km.
Die erste Stadt in Delaware ist Glasgow, wo der U.S. Highway 301 einmündet. Nach der Durchfahrt durch Bear kreuzt die autobahnähnlich ausgebaute Delaware State Route 1. Bevor der Highway 40 den New Castle Airport südlich von Wilmington Manor (einem Vorort von Wilmington) erreicht, mündet der U.S. Highway 13 ein. Wenige Kilometer danach erreicht der Highway 40 die Interstate 295 und führt mit dieser gemeinsam in östlicher Richtung. Wenig später führt eine gebührenpflichtige Brücke über den Delaware River. Das östliche Ufer des Flusses bildet die Grenze zwischen den Bundesstaaten Delaware und New Jersey.

### New Jersey

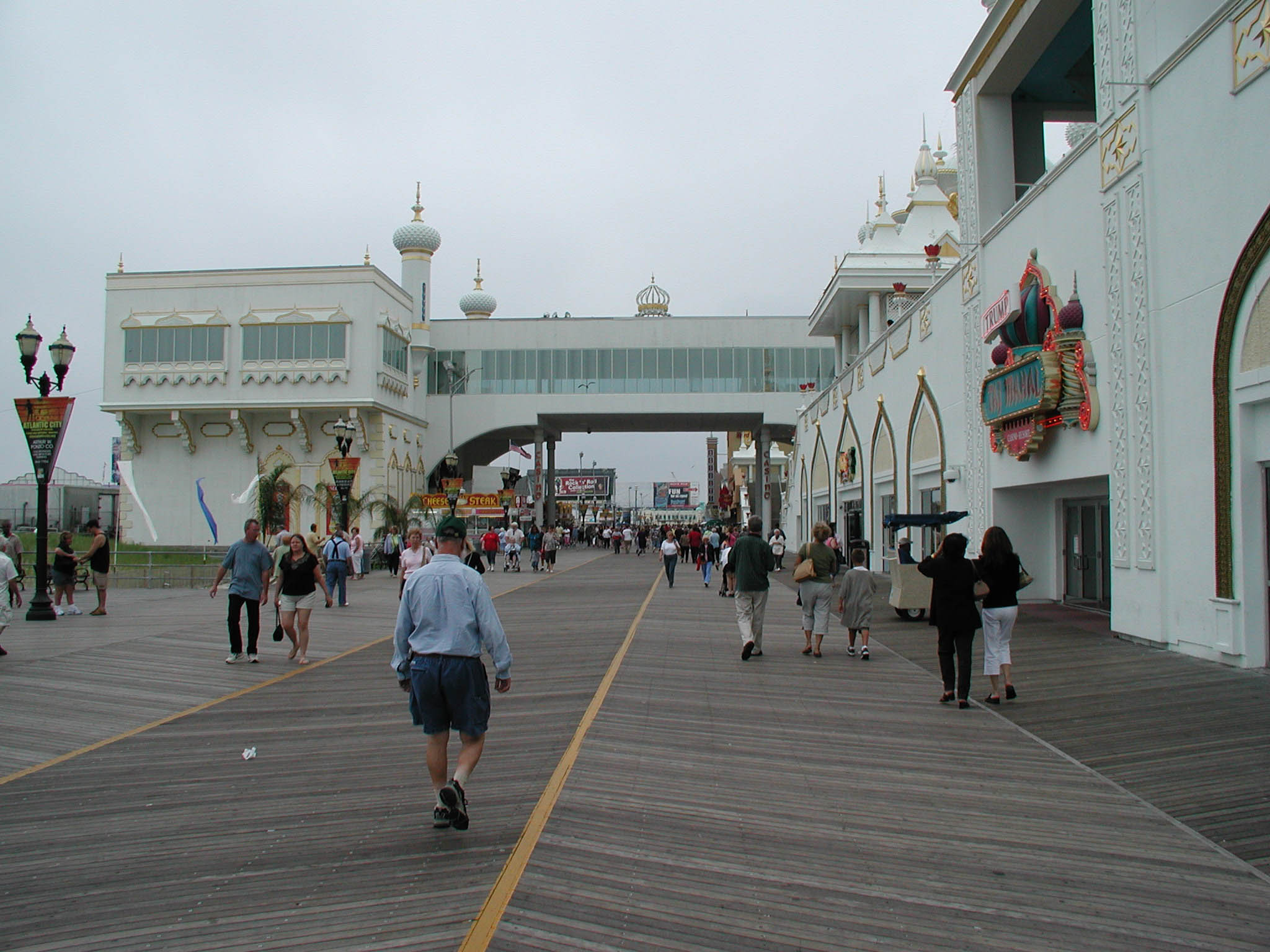
Der Highway 40 endet in Atlantic City

Bei Deepwater gelangt der Highway 40 nach dem Überqueren der Brücke über den Delaware River nach New Jersey und verlässt hier die gemeinsame Strecke mit der Interstate 295 wieder. Zuerst verläuft der Highway 40 in östlicher Richtung parallel zum New Jersey Turnpike, einer gebührenpflichtigen Straße durch das südliche New Jersey. Bei der Einmündung der New Jersey State Route 48 knickt der Highway 40 nach Südosten ab und erreicht Woodstown.
Über Elmer und die Kreuzung mit der vierspurig ausgebauten New Jersey State Route 55 bei Malaga wird schließlich der Ort Buena erreicht. Danach führt der Highway 40 in gerader Linie südöstlich bis Mays Landing. Östlich der Stadt vereinigt sich der Highway 40 mit dem U.S. Highway 322 und verläuft mit diesem gemeinsam nach Südosten.
Über Pleasantville kommen beide Highways gemeinsam nach Atlantic City. Über den Albany Boulevard erreicht der Highway 40 mit der Einmündung in die Ventnor Avenue seinen östlichen Endpunkt.

## Geschichte

### Frühe Straßen
Die Geschichte des Highway 40 kann jahrhundertelang zurückverfolgt werden. Schon alte Indianerpfade in Maryland und Pennsylvania verliefen ähnlich wie der heutige Highway.
Die von frühen amerikanischen Kolonisten angelegten Straßen folgten meist diesen bereits vorhandenen Pfaden. Der Staat Maryland gründete frühzeitig ein Netz von gebührenpflichtigen Fernstraßen, von denen einige heute ein Teil des Highway 40 sind. Oberst Ebenezar Zane, nach dem die Stadt Zanesville benannt ist, ließ im späten 18. Jahrhundert eine der ersten Straßen durch die Wildnis von Ohio anlegen, die nach ihm Zanes Trace genannt wurde und heute zum größten Teil Bestandteil des Highway 40 ist.
Zwischen Lawrence und Topeka in Kansas folgt der Highway 40 dem alten Oregon Trail, der im 19. Jahrhundert die wichtigste Auswandererroute in den Pazifischen Nordwesten war.
Im Westen deckt sich der Highway 40 zu einem großen Teil mit dem Victory Highway, der Kansas City mit San Francisco verband. Die Fernstraße wurde zu Ehren der Veteranen des Ersten Weltkrieges so benannt.

### National Road
1806 unterzeichnete Thomas Jefferson einen Kongressbeschluss, der die Einrichtung einer Fernstraße vorsah, die die Atlantikküste mit dem Ohio verbinden sollte. Diese Route nutzte auch gebührenpflichtige Abschnitte in Maryland. Deswegen wurde eine neue Straße von Cumberland in Maryland nach Wheeling in West Virginia gebaut. Später wurde diese durch ganz Ohio, durch Indiana und Illinois verlängert. Eine weitere Verlängerung nach Missouri wurde damals noch nicht verwirklicht, sodass die Straße in Vandalia in Illinois ihren westlichen Endpunkt hatte.
Im frühen 20. Jahrhundert ging die National Road in einem Netz von Fernstraßen auf, das mittlerweile das gesamte Land von Küste zu Küste überzog. Während der Planungsphase für das U.S. Federal Highway System sollte die National Road als US 1 in das Netz aufgenommen werden. Das hätte das geplante Nummerierungssystem gesprengt und so wurde die National Road zum Highway 40. Auch heute werden noch viele Abschnitte US 40 „National Road“ genannt, obwohl der heutige Highway 40 weiter weg verläuft. Große Teile der Strecke verlaufen mittlerweile auf den Interstates 68 und 70 oder parallel davon.

### Entwicklung des Highway 40

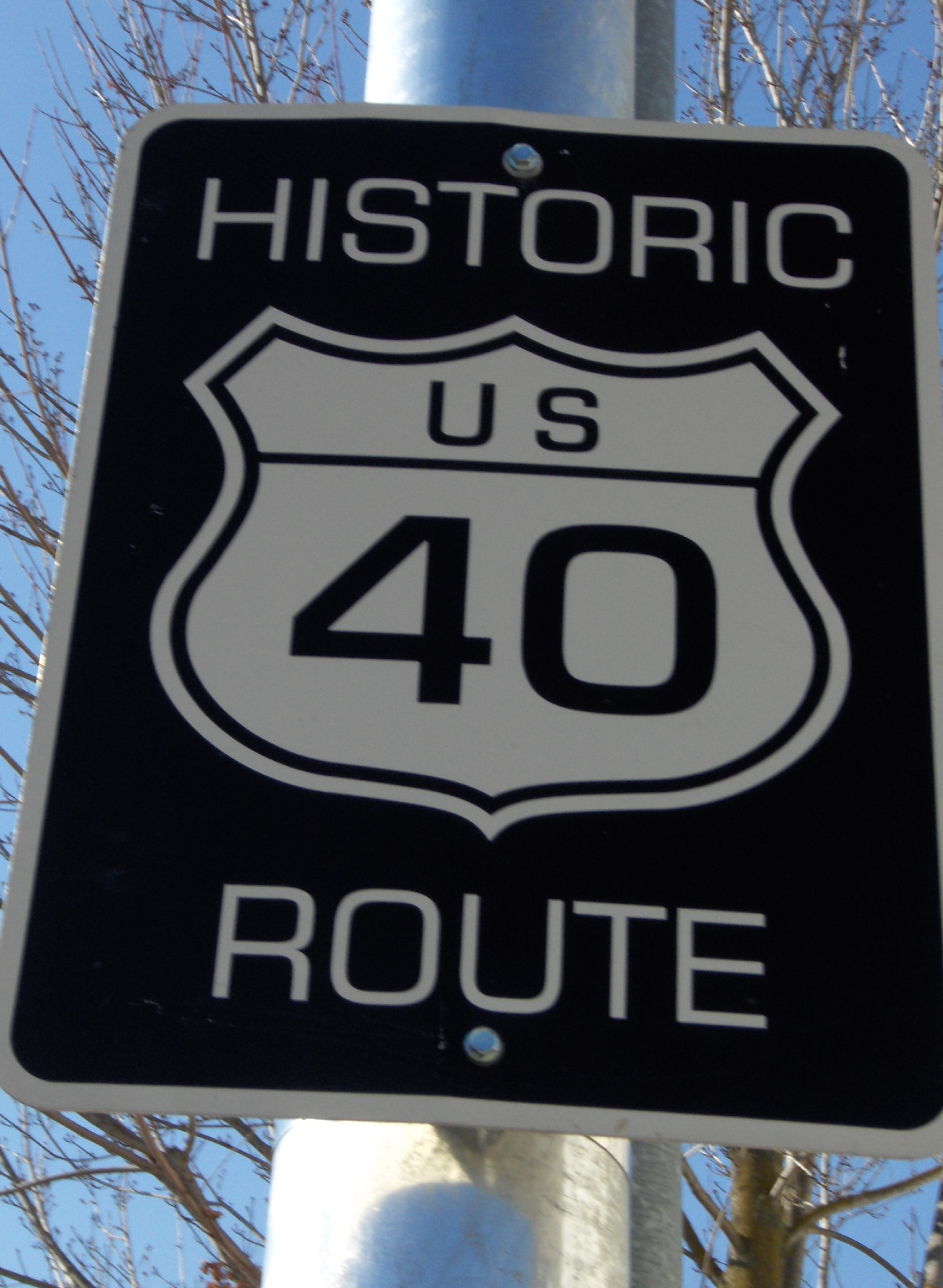
Ausschilderung des früheren Highway 40 in Kalifornien

Der Highway 40 ist einer der Fernstraßen, die von Beginn an zum heute noch geltenden Fernstraßensystem gehören.
Die Route war entsprechend ihrer Nummerierung mit einer Null eine durchgängige Ost-West-Verbindung. 1926 war der Highway 5195 km lang. Der östliche Endpunkt war in Delaware vorgesehen. 1927 wurde der Highway 40 bis Atlantic City in New Jersey verlängert. Der westliche Endpunkt lag in San Francisco.
Ursprünglich gab es in der Nähe beider Endpunkte Fährpassagen. Nach San Francisco gelangte man mit einer Fähre von Berkeley über die Bucht von San Francisco. Seit 1936 führt der Highway 40 über die neu gebaute Bay Bridge. Am östlichen Ende verkehrten Fähren zuerst von Wilmington (1927–1929) und später von New Castle (1929–1951) über den Delaware River. Mit Eröffnung der Delaware Memorial Bridge im Jahre 1951 war der Highway 40 durchgängig ohne Fährpassagen befahrbar.
1926 bis 1935 teilte sich der Highway 40 in Kansas und Colorado in eine nördliche (U.S. 40N) und eine südliche (U.S. 40S). Im Jahre 1935 wurde die Nummerierung wieder auf eine einzige Route geändert.
Im Jahre 1948 wurde die Streckenführung in Maryland geändert. 1950 erfolgten Änderungen in Utah. Der kalifornische Abschnitt wurde im Jahre 1964 abgeschafft. 1966 war Reno in Nevada der westliche Endpunkt. 1975 wurde die Strecke erneut verkürzt und der heutige westliche Endpunkt in der Nähe von Park City in Utah festgelegt.

## Zubringerstraßen
- U.S. Highway 140 (abgeschafft 1980)
- U.S. Highway 240 (abgeschafft 1971)
- U.S. Highway 340